# Eleccions al Parlament Europeu de 1984 (Irlanda)
Les eleccions al Parlament Europeu de 1984 a Irlanda van ser les eleccions celebrades el 14 de juny per a escollir als 15 eurodiputats irlandesos per a la II legislatura del Parlament Europeu. Les eleccions es van quedar en el 47,6% de participació, molt per sota del 63% de les anteriors eleccions, i van ser guanyades, com el 1979, pels conservadors del Fianna Fáil. El mateix dia es va aprovar per referèndum una esmena constitucional per permetre el dret a vot en les eleccions generals als ciutadans no irlandesos.

## Sistema electoral
Irlanda va tornar a repartir els seus 15 eurodiputats en quatre circumscripcions electorals: 5 escons per al Munster, 4 per al Comtat de Dublín, 3 per a la circumscripció de Connacht i l'Ulster i 3 més per a la resta de la província del Leinster. El sistema de recompte va ser el de representació proporcional mitjançant el vot únic transferible.

## Resultats
El conservador Fianna Fáil va tornar a ser el guanyador de les eleccions amb el 39,2% dels vots i 8 eurodiputats enfront del 32,2% i 6 escons del també conservador Fine Gael, membre del Partit Popular Europeu, creixent ambdós partits 3 i 2 representants respectivament. El Partit Laborista, membre de la Confederació dels Partits Socialistes, es va quedar fora amb el 8,4% dels vots, perdent els seus 4 escons, igual que l'Independent Fianna Fáil amb el 2,9%.
| Candidatura                      | Facció europea        | Sufragis  | Sufragis | Escons           | Escons           |
| Candidatura                      | Facció europea        | Vots      | %        | Dip.             | Dif.             |
| -------------------------------- | --------------------- | --------- | -------- | ---------------- | ---------------- |
| Fianna Fáil (FF)                 |                       | 438.946   | 39,18%   | 8                | ▲ 3              |
| Fine Gael (FG)                   | PPE                   | 361.034   | 32,22%   | 6                | ▲ 2              |
| Partit Laborista (Lab)           | UPSCE                 | 93.656    | 8,36%    |                  | ▼ 4              |
| Independent: Thomas Joseph Maher |                       | 55.079    | 4,92%    | 1                | Es manté         |
| Sinn Féin                        |                       | 54.672    | 4,88%    |                  |                  |
| Partit dels Treballadors         |                       | 48.449    | 4,32%    |                  |                  |
| Independent Fianna Fáil          | ALE                   | 32.504    | 2,90%    |                  | ▼ 1              |
| Aliança Verda                    | CEPV                  | 5.242     | 0,47%    |                  |                  |
| Altres independents              |                       | 30.834    | 2,75%    |                  |                  |
| Vots a candidatures              | Vots a candidatures   | 1.120.416 | 97,20%   | 15               | Es manté         |
| Vots nuls o no vàlids            | Vots nuls o no vàlids | 27.329    | 2,40%    | Ireland Election | Ireland Election |
| Vots emesos                      | Vots emesos           | 1.147.745 | 47,60%   | Ireland Election | Ireland Election |
| Cens total                       | Cens total            | 2.413.404 |          | Ireland Election | Ireland Election |